# Михайлевский, Вячеслав Викторович
Вячеслав Викторович Михайлевский (родился 6 мая 1991 года) — российский гребец (академическая гребля).

## Биография
Академической греблей занимается с 2005 года. Тренируется в Краснодаре у Никифоровой Т.Е. и Кулагина А.В. в ГБУ КК «ЦСП гребного спорта. Приказом министра спорта №44-нг от 4 апреля 2011 года присвоено спортивное звание - мастер спорта России. Приказом министра спорта №5-нг от 25 января 2016 года присвоено спортивное звание - мастер спорта России международного класса.
Чемпион Европы 2015 года. Серебряный призёр Чемпионата Европы 2016 года.